# Medow
Medow er en by og kommune i det nordøstlige Tyskland, beliggende i Amt Anklam-Land i den centrale del af Landkreis Vorpommern-Greifswald. Landkreis Vorpommern-Greifswald ligger i delstaten Mecklenburg-Vorpommern.

## Geografi
Medow er beliggende ved Bundesstraße B 199 og nord for kommunen går B 110. Byen Anklam ligger omkring ti kilometer mod øst. Motorvejen A 20 går omkring 15 km mod vest. I den østlige del af kommunen løber kanalen Peene-Südkanal.
I kommunen ligger ud over Medow, disse landsbyer:
- Nerdin
- Brenkenhof
- Wussentin
- Thurow

## Eksterne kilder og henvisninger
- Wikimedia Commons har flere filer relateret til Medow
- Byens side Arkiveret 20. februar 2017 hos  Wayback Machine på amtets websted
- Statistik Arkiveret 20. februar 2017 hos  Wayback Machine